# Таборі
Таборі (груз. თაბორი) — село в Грузії.
За даними перепису населення 2014 року в селі проживає 81 особа.